# 租借法案

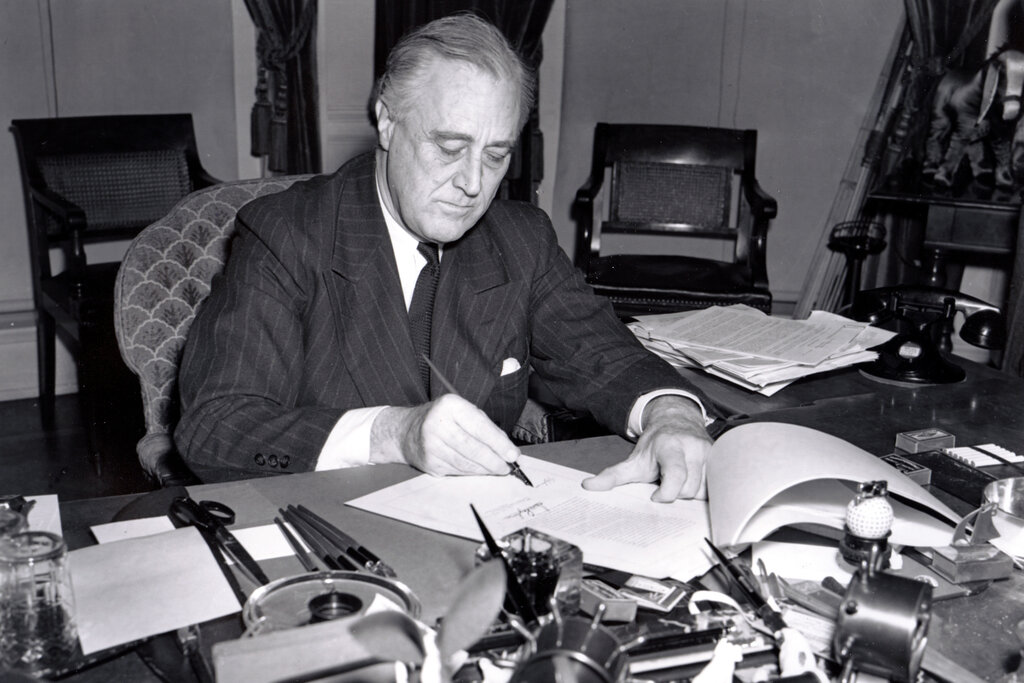
羅斯福1941年簽署本法案紀念照

租借法案（Lend-Lease Program）是美國國會在第二次世界大戰初期通過的一項法案，目的是在美國不捲入戰爭的同時，為同盟國提供戰爭物資，租借法案使得美國成為名副其實的「民主兵工廠」。
2022年俄羅斯入侵烏克蘭期間，《烏克蘭民主防衛租借法案》是1941年二戰時期的《租借法案》更新版，可賦予拜登在俄烏戰爭期間有更大權力加快與烏克蘭和其他東歐國家簽署協議，以及更快地向烏提供抵抗俄羅斯所需物資。

## 背景
1939年9月納粹德國入侵波蘭，第二次世界大战欧洲战场正式爆發；歐洲各國重新整軍經武，面臨了軍備青黃不接的艱困時期。美國虽然有能力提供世界各國需要的武器，但是因美國中立法限制有很多嚴格的但書。一般所知的就有得以現款或貴金屬採購，而不得以貸款方式採購（現購自運政策），且運輸手段也有相當多的規範。美國總統羅斯福對於軸心國的侵略態度採取了一些遊走在灰色地帶的政策對應，如1940年驅逐艦換基地協議，開始用有價交換的方式及時供給大英帝國各領土極需護航用的驅逐艦；而後來羅斯褔的立場也日趨明顯，1940年12月29日的爐邊談話節目中已充分表露他將採取的手段；他強調美國應以生產更多的武器成為英國的後盾，並販售給英國及加拿大，也就是民主兵工廠談話。

## 立法
雖然孤立主義者批評羅斯福總統的政策將會將美國帶入戰爭，但民意風向確實因德國擴張而鬆動；1941年2月初由蓋洛普公司實施的民調顯示，有54%的美國人認為英國需要租借法案、22%的人反對總統的民主兵工廠理念、15%的人有但書性的支持。而後租借法案在同月於參眾議院開始審理，2月9日在眾議院投票通过，在1941年3月11日生效，為第1776號案，授權美國總統「售賣、轉移、交換、租賃、借出、或交付任何防衛物資，予美國總統認為與美國國防有至關重要之國家政府」；法案最初授權總統借出不多於13億美元的物資。羅斯福總統隨即任命小愛德華·斯特蒂紐斯成立租借法案管理辦公室。在3月法案生效時，可使用國家僅包括大英國協，4月中華民國開始納入，10月接受蘇聯運用此法案採購物資。

## 影響
租借法案改變了原來軍事物資需要現金交易的慣例，亦改變了原來「中立國」的意義。小羅斯福總統在1941年10月即以此案向英國提供超過10億美元援助。
租借法案對盟軍在二次大戰取得勝利有直接影響。特別是美國於1941年12月參戰前，英國、蘇聯等盟國在戰略物資生產皆處於下風。而在美國正式參戰後，租借法仍然繼續為盟國提供物資，一直至1944年。接受租借法援助的國家包括英聯邦国家（佔約60%，调整后约占58%），其中的英国（占约45%，调整后约占40%）、蘇聯（佔約22%，调整后包括英联邦国家转交的约占总比例的32%）、自由法國（佔約7%）、中華民國（佔約3%）等，共38個國家，總值超過480億美元。

## 援助統計
1941年9月15日羅斯福總統向國會作報吿，美國依照法案輸往與軸心國作戰國的作戰物資，計算開支含武器及實際輸出的其他補給物資，截至1941年8月31日，岀口總値共達190,447,670美元；同時間處於輸出中或等待航運的物資，總值達35,946,701美元，至於其餘相關服務開支如修理軍艦支出，則達到78,169,377美元。報告當時照總統即時計算單8月份輸出物資、服務項目及其他關聯項的總開支，約要48,700美元。大部份援助是投向了英國，此外還有十二國同時間獲得援助，包括中國、波蘭、希臘、南斯拉夫、挪威、比利時、荷蘭（包括荷屬東印度） 巴西及自治領共和國。時美國曾以大批貨車供給中國，此外還有提供相當多貨船運送作戰補給及鋪路材料，協助修補滇緬公路。

### 對英援建
據1941年9月向國會的報吿披露，有一部分租借款項曾投入為英國修建海陸軍根據地，支出約12,000,000美元。自戰事開始截至報告為止，英國實際獲援助總值44億美元，包括英國自資購買的部分項目。

### 对苏交付
美国对苏援助交付分为以下几个阶段：

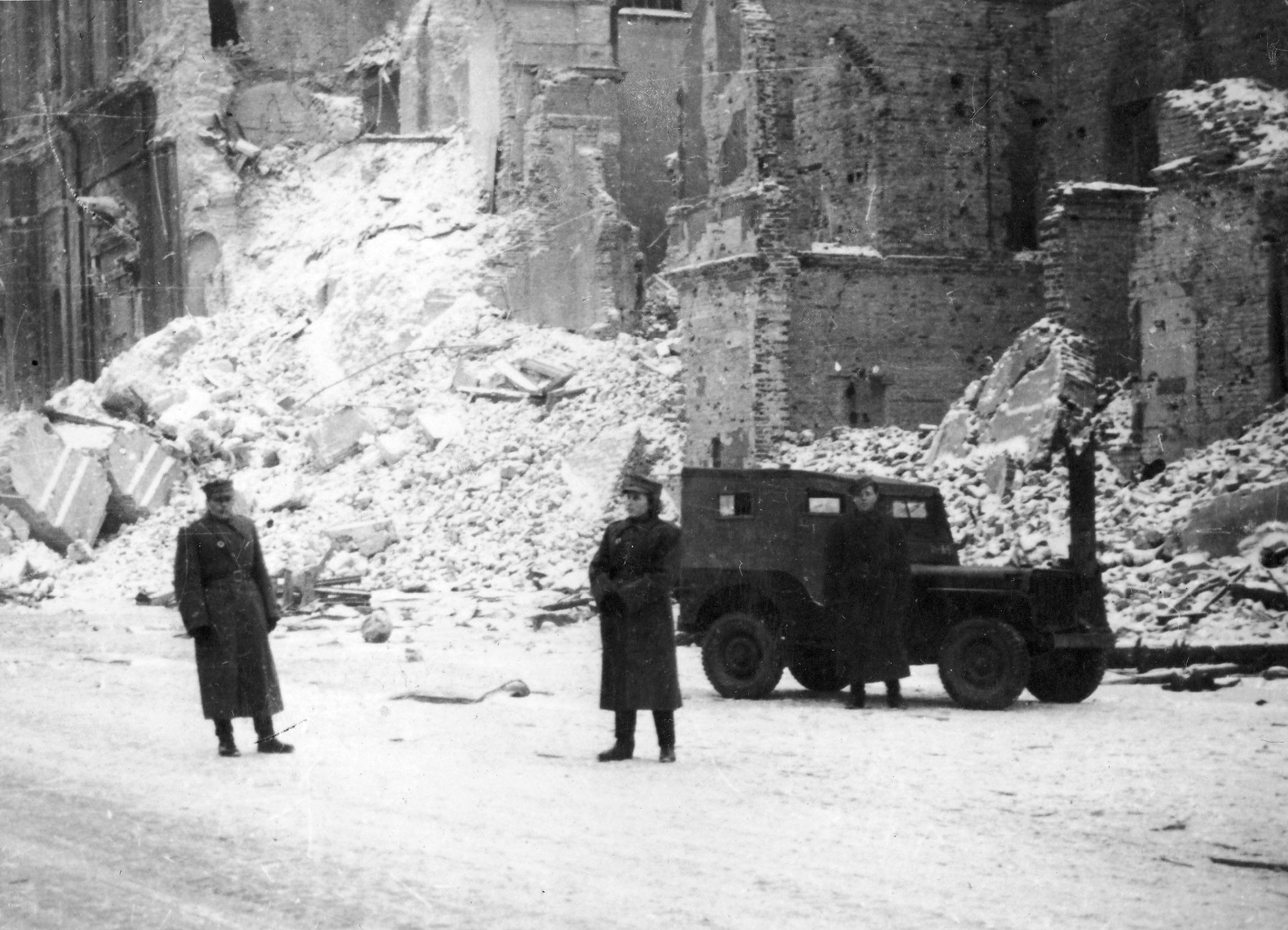
1945，华沙。作为美国租借法案的一部分，威利吉普被提供给波兰第一军使用。

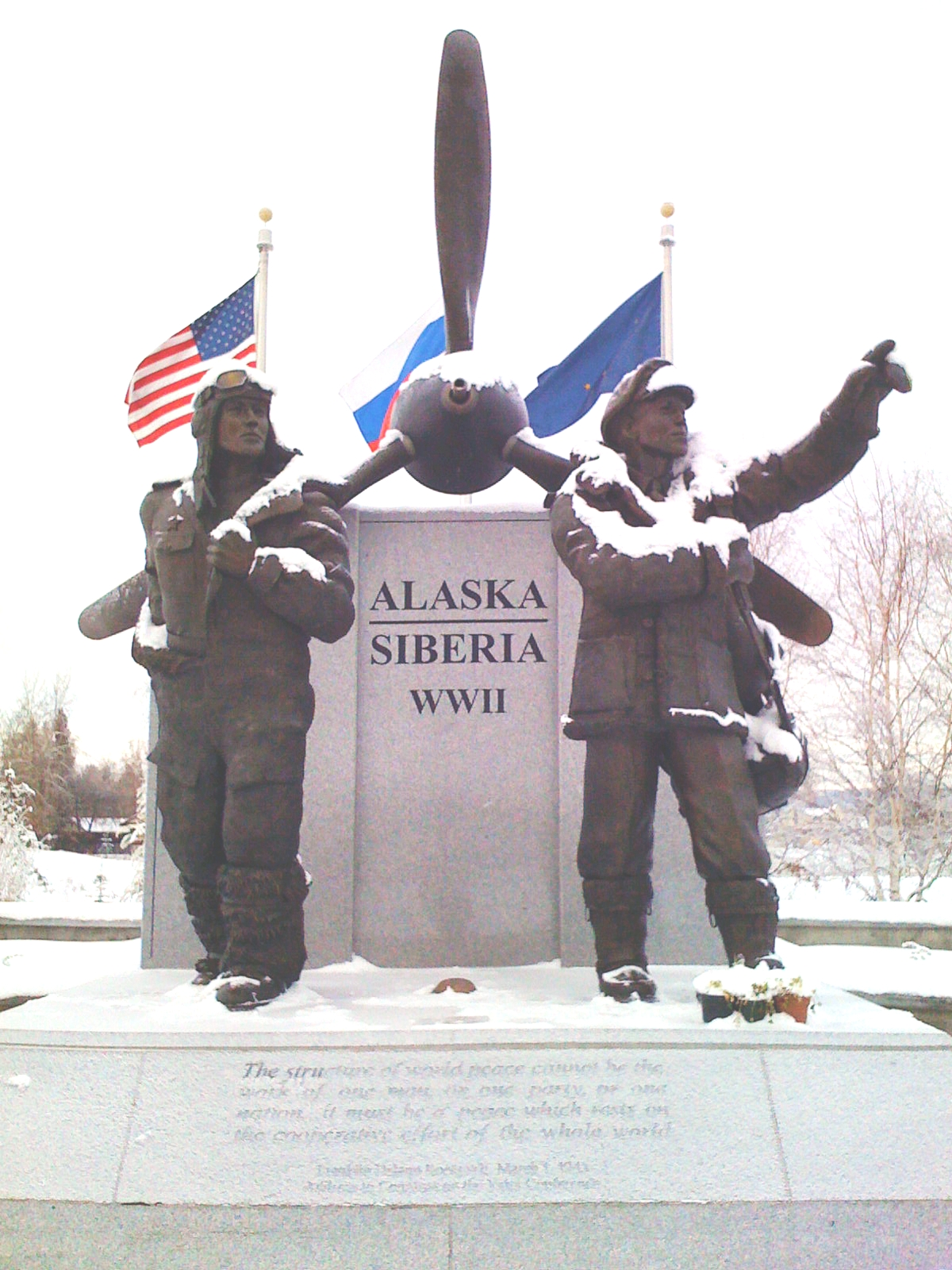
阿拉斯加州费尔班克斯的租借法案纪念碑。纪念沿北冰洋航线运输到苏联的飞机。

- 租借法案授權核可前：1941年6月22日－1941年9月30日，貨款由黃金與礦產結算
- 协议第一阶段1941年10月1日到1942年6月30日，美国信用结算，英国生产运送。
- 协议第二阶段1942年7月1日到1943年6月30
- 协议第三阶段1943年7月1日到1944年6月30
- 第四阶段始自1944年6月1日（1945年4月17日签订），次年5月12日正式结束，但是按“里程碑协议”到苏联对日宣战时仍然运送直到9月2日。

三条航线是北冰洋航线、波斯走廊和太平洋航线。
太平洋航線在1941年8月起開航，隨即因日美交惡的關係航線一度不穩，自1941年12月以後全部由蘇聯籍貨輪運輸物資，至1945年時有50%左右的物資經由此動線輸入蘇聯；雖然根據日蘇中立條約的保持中立條款，日本有理由質疑蘇聯從美國運輸的物資有無軍事物資，但是並無實質能力進行盤查。
北冰洋航线是最短也最危险的路线，约3,964,000长吨货物进行过运送，7%损失,93%到达目的地占全部对苏交付的23%。
直到1942年中期才投入使用的伊朗走廊是最长的路线，一共运送4,160,000吨，占总量27%。

## 外部連結
- 租借法案援蘇物資
- 盟国对苏联的物资援助究竟对苏德战争进程有多大影响[永久]